# 고바야시 히사아키
고바야시 히사아키(일본어: 小林 久晃, 1978년 9월 20일 ~ )는 일본의 축구 선수이다.

## 구단 경력
J리그의 시미즈 에스펄스에서 활동했다.

## 국가대표팀 경력
그는 1995년 FIFA U-17 세계 축구 선수권 대회에 참가할 일본 U-17 국가대표팀에 발탁되었으며, 3경기에 출전했다.